# تيم ستيفنسون (رائد أعمال)
تيم ستيفنسون (بالإنجليزية: Tim Stevenson)‏ هو رائد أعمال بريطاني، ولد في 14 مايو 1948 في إنجلترا في المملكة المتحدة.